# Ir Ganim
Ir Ganim (hebrejsky עיר גנים‎, doslova Zahradní Město) je městská čtvrť v jihozápadní části Jeruzaléma v Izraeli.

## Geografie
Leží v nadmořské výšce necelých 800 m, cca 6 km jihozápadně od Starého Města. Na jihu s ní sousedí čtvrť Giv'at Masu'a, na východě Malcha, na severovýchodě a severu Kirjat ha-Jovel, na severozápadě Kirjat Menachem. Společně s okolními čtvrtěmi Giv'at Masu'a a Kirjat Menachem se nachází na pahorku, který na jihu spadá prudce do údolí vádí Nachal Refa'im lemovaného strmými svahy Reches Lavan, kam směřuje i boční vádí Nachal Manachat. Po dně údolí vede železniční trať Tel Aviv – Jeruzalém. Jeho protější svah již leží za Zelenou linií, tedy na území okupovaném od roku 1967. Populace čtvrti je židovská.

## Dějiny
Vznikla v roce 1957 společně se sousední čtvrtí Kirjat Menachem (založena roku 1959) jako nový obytný soubor sídlištního typu. Projekt nové čtvrti byl zpracován roku 1953. Předpokládal zde populaci 8-10 000 obyvatel žijících na ploše 1577 dunamů (1,577 kilometru čtverečního). Židovský národní fond vykoupil 377 dunamů, zbytek poskytla Izraelská pozemková správa. Židovský národní fond provedl základní územní plánování a rovržení uliční sítě, domy postavila stavební společnost Rassco. V první fázi vyrostl obytný blok Ir Ganim Alef s 500 bytovými jednotkami, které byly na standard své doby nadprůměrné. Každý dům disponoval soukromou zahradou. Tato nejstarší část leží mezi ulicemi rechov Mexiko a rechov ha-Chelmit a odtud k západu a pak až k údolí, které odděluje čtvrti Kirjat Menachem a Kirjat ha-Jovel. Později přibyl obytný soubor Ir Ganim Bet situovaný mezi ulicemi rechov Panama, rechov Dahomej a rechov ha-Chelmit. Okružní ulice rechov Kostarika vymezuje plochu distriktu Ir Ganim Gimel. Čtvrť osídlili zejména noví židovští přistěhovalci ze severní Afriky.